# برايان رايت
برايان رايت (24 مارس 1995 بأجاكس في كندا - ) هو لاعب كرة قدم كندي في مركز الهجوم. لعب مع نيو إنجلاند ريفولوشن وتولسا روناكس وBurlingame Dragons FC ‏.

## وصلات خارجية
- برايان رايت على موقع الدوري الأمريكي (الإنجليزية)
- برايان رايت على موقع قاعدة بيانات كرة القدم.إي يو (الإنجليزية)
- برايان رايت على موقع Soccerbase.com (لاعب) (الإنجليزية)
- برايان رايت على موقع Soccerway.com (الإنجليزية)
- برايان رايت على موقع عالم كرة القدم.نت (الإنجليزية)